# 고레카와 긴조
고레카와 긴조(일본어: 是川 銀蔵, 1897년 7월 28일 ~ 1992년 9월 12일)는 일본의 투자가이다. 부동산 투자도 했으나 대중에게는 주식 투자자로서 더 잘 알려져 있다. '마지막 상장사'(最後の相場師)라는 별명으로도 알려져 있는데 상장사(相場師)는 일본어로 투기꾼이라는 의미이다. 시장이 있는 이상 투기라는 것이 사라지는 것은 아니므로 '마지막'이라는 형용은 적절하지 않으나, 어찌되었건 이 별칭이 널리 알려져 있다.

## 약력
효고현 아코시의 가난한 어부의 7형제의 막내로 태어났다. 그의 구성(舊姓) 인 고야마(小山) 가(家)는 아코에서 유명한 집안이었지만 메이지 유신으로 몰락하였다. 고등소학교 졸업 후, 무역회사인 요시모토(好本) 상회의 견습 점원이 되었다. 1914년에 요시모토 상회가 도산하면서, 중국의 칭다오(靑島)에서 일본군 출입 상인이 되었다.
1923년 관동대지진 직후에 함석판 장사를 하여 큰돈을 벌었다. 1933년에 오사카시 도지마(堂島)에서 '쇼와 경제연구소(昭和經濟硏究所)'를 설립하였다. 도서관에 들락거려 투자이론을 독학으로 공부하였다고 한다. 1938년에 조선에 고레카와광업을 설립하였다. 종업원 1만 명을 거느린 조선 유수의 대기업으로 성장했지만 해방 후에 몰수되었다. 조선총독이었던 고이소 구니아키(小磯國昭)와 교우하면서부터 1944년의 고이소 내각 출범 시에는 내각의 요청을 받았지만 이를 거절하였다. 여러 번 실패의 쓰라림을 맛보면서 인맥을 이용하여 자금을 융통받아 사업가로서 다시 일어난 인물로 알려지고 있다.
전후 1960년에 오사카부의 센보쿠(泉北)뉴타운 개발에서도 토지 투기를 하여 3억엔을 벌어들였다.
상장사로서 시장에서 화제가 된 것은 벌써 만년으로 접어든 1970년대에 들어오고 나서 1976년의 니혼(日本) 시멘트, 1979년의 도와(同和) 광업, 1982년의 후지야(不二屋), 1983년의 마루젠(丸善) 석유, 헤이와(平和) 부동산의 주식을 사들여, 투기전에서 이름이 알려졌다. 가장 잘 알려진 것은 1981년부터 1982년에 걸친 스미토모(住友) 금속광산의 투기였다.

## 스미토모 광산 투자
1981년 9월에 금속광업사업단(현 독립행정법인 석유천연가스・금속광물자원기구)이 가고시마현의 히시카리(菱刈) 광산에서 금광맥을 발견했다고 발표했다. 고레카와는 조선에서 광산을 경영하고 있었을 때의 경험을 바탕으로, 재빨리 이것에 주목하여 현지 시찰을 한 뒤, 스미토모 금속광산의 주식을 사들였다. 사기 전의 8월 하한가 203엔부터 투기전의 양상이 되어 다음해 3월에 대폭락이 일어난 후 고레카와가 가진 인접 광구를 스미토모 금속광산이 인수, 광업 개발에 착수한다고 발표한 후에 4월 상한가 1230엔으로 주가는 뛰어 올랐다.
고레카와는 약 1500만(본인의 말에 따르면 명의 개서를 한 주식 수는 1400만주였다.) 을 사들여 200억엔이라는 거액의 이익을 챙겼다고 한다.(출전:니혼게이자이신문 1982년 5월 14일자) 1982년 3월말에는 스미토모 금속광산 720만주를 보유해 제7위 주주가 되었다.(그 밖에 소유한 법인 명의로는 약 650만주) 1983년에 발표한 고액 납세자 명단(조자반즈케(長者番付) 라고도 한다)에서는 신고액 28억 9천 9십만엔으로 전국 1위에 올랐다.

## 인물
투기꾼으로도 불리지만, 본인은 '실천파 이코노미스트'라고 자임하고 있었다고 한다. '고레긴(是銀)'이라고 하는 애칭으로도 불렸다. 생활은 검소하였고, 젊은 시절 살았던 오사카 시에 고액 기부를 하여 1979년에는 사재 14억원을 털어 고레카와 장학재단(오사카 부)을 설립하였다.
가장 만년의 1991년에는 소득세 6억 8천만엔을 체납했기 때문에, 자서전 '파란에 산다(波乱を生きる)'(한국에서는 '일본 주식시장의 신, 고레카와 긴조'라는 이름으로 출간되었다)의 인세를 오사카 국세국에 압류되었다고 보도되는 등(출전:니혼게이자이신문 1991년 7월 22일자), 자서전에 있는 대로 "주식의 이익은 한 푼도 남지 않았다." 고 한다. 그가 말했다고 전해지는 주식 투자 격언이나 원칙도 많이 찾아볼 수 있다.

## 같이 보기
- 주식 투자
- 투자가